# Битва за Дрогобич (1919)
Битва за Дрогобич 1919 року — бойові дії в Дрогобицькому повіті, що відбувалися 17–19 травня 1919 року в межах Травневої офензиви Війська Польського. Унаслідок боїв польські війська встановили повний контроль над Дрогобичем.

## Передумови

### Поразка під Самбором
У рамках Травневої офензиви Війська Польського в бік Самбора просувалися польські підрозділи.
15 травня 1919 року поляки наблизилися до Самбора. Скориставшись трикратною перевагою в чисельності, вони розпочали штурм міста з трьох напрямів.
Битва за Самбір продемонструвала низький моральний дух УГА. Хоча галицька артилерія і зуміла подавити артилерію противника в дуелі під селом Воютичі, піхота не змогла втримати лінію оборони на річці Стривігор через неорганізований відступ групи «Глибока» (Хирівська група).
Надвечір 16 травня українці залишили Самбір. Увесь хаос евакуації яскраво змальовано у творі Андрія Чайковського «Чорні рядки».

### Відступ групи «Глибока» в гори
У ході відступу з-під Хирова курені групи «Глибока» мали відійти до Борислава і Дрогобича для організації оборони, проте дезорганізовані підрозділи, втративши зв’язок із командуванням, вирушили в бік Турки.
У підсумку значна частина куренів опинилася на території, зайнятій чехословацькою армією, де їх інтернували.

## Хід битви
У рамках Травневої офензиви Війська Польського, після поразки під Самбором і розвалу групи «Глибока», для оборони Дрогобицького повіту залишилося не більше 6-7 куренів. З огляду на це, 17 травня 1919 року головнокомандувач Михайло Омелянович-Павленко наказав негайно скерувати до Дрогобича вісім куренів і вісім батарей. Того ж дня було створено оперативний штаб на чолі з полковником Миколою Какуріним.
18 травня українські війська отримали наказ перейти в контрнаступ, але поляки випередили українців, прорвавши вранці фронт у районі Дублян. Зважаючи на це, Михайло Омелянович-Павленко, який того ж дня прибув до Дрогобича, наказав відступити на рубіж річки Бистриця Тисменицька, проте поляки не дали українцям можливості вибудувати оборону.
У запеклих боях поляки відтіснили українців до Дрогобича. Проте українські війська не змогли закріпитися в міській забудові, тож їх швидко витіснили до північної околиці міста, де вони, завдяки прикриттю бронепоїзда «Люся», зуміли вибудувати лінію оборони.
Того ж дня оборонці Дрогобича отримали наказ відійти за річку Стрий. Уночі з 18 на 19 травня українці залишили Дрогобич, а вранці 19 травня місто повністю зайняли польські війська.
Бронепоїзда «Люся» довелося покинути в Дрогобичі, оскільки поляки перерізали всі три залізничні напрями — на Стрий, Самбір і Борислав. Щоб запобігти захопленню бронепоїзда ворогом, екіпаж підпалив його перед відступом.

## Галерея

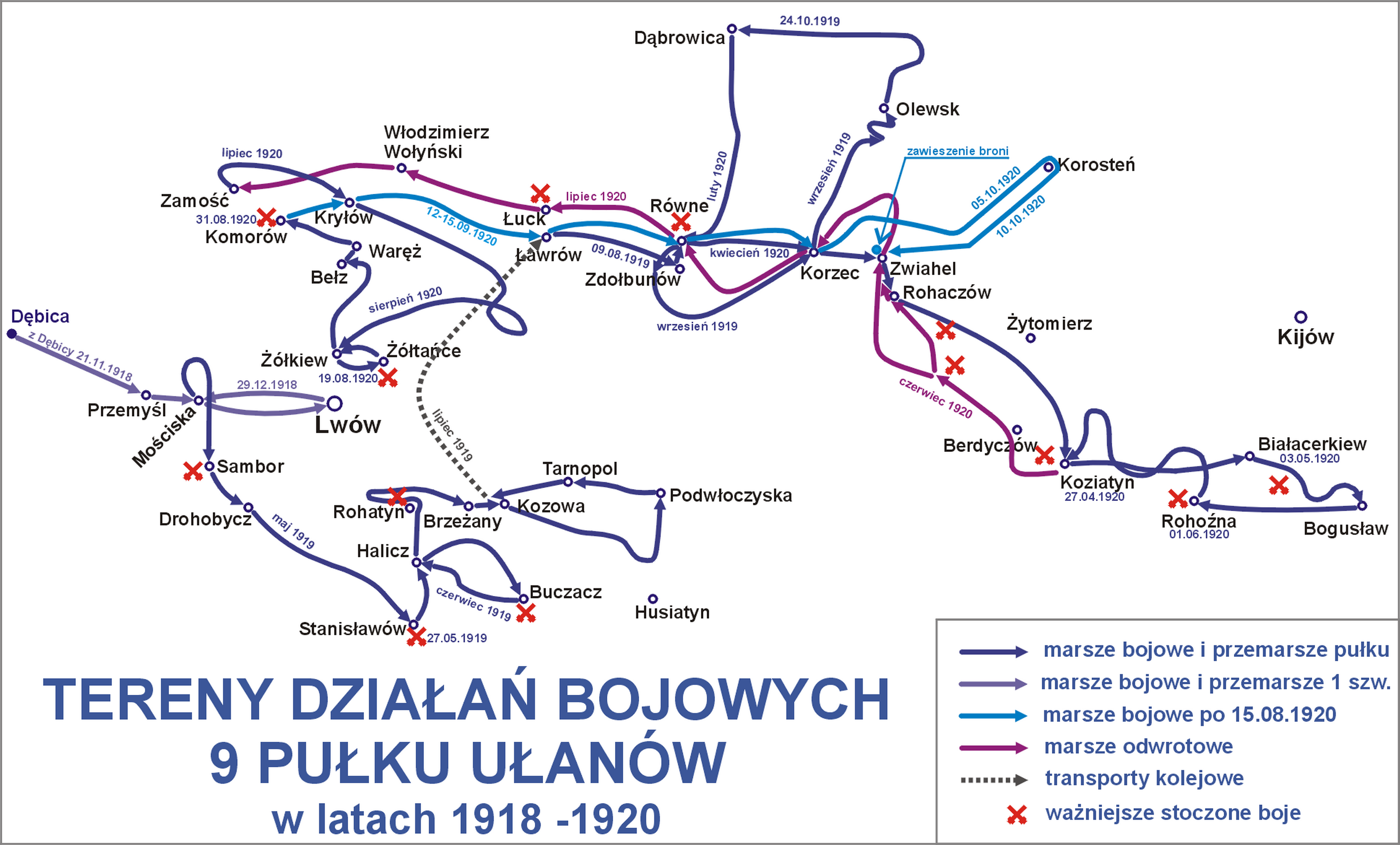
Бойовий шлях 9-го малопольського уланського полку